# Salmendingen/Sonnenbühl
Das Fauna-Flora-Habitat (FFH-Gebiet) Salmendingen/Sonnenbühl liegt in der Mitte von Baden-Württemberg und wurde 2005 durch das Regierungspräsidium Tübingen angemeldet und mit Verordnung des Regierungspräsidiums Tübingen zur Festlegung der Gebiete von gemeinschaftlicher Bedeutung vom 5. November 2018 (in Kraft getreten am 11. Januar 2019), ausgewiesen. 

## Lage
Das 293 Hektar große Schutzgebiet Salmendingen/Sonnenbühl liegt im Naturraum Mittlere Kuppenalb im Zollernalbkreis mit der Gemeinde Burladingen und im Landkreis Reutlingen mit der Gemeinde Sonnenbühl. Das Gebiet besteht insgesamt aus vier Teilgebieten.

## Beschreibung
Der Landschaftscharakter des Schutzgebiets wird im Wesentlichen durch die zahlreichen Kuppen der Mittleren Kuppenalb, wie dem Kornbühl bei Salmendingen geprägt. Die Vegetation wird von Wacholderheiden, Feldhecken, blumenbunten Mähwiesen und Magerrasen geprägt.

## Schutzzweck

### Lebensraumtypen
Folgende Lebensraumtypen nach Anhang I der FFH-Richtlinie kommen im Gebiet vor:
| EU Code | * | Lebensraumtyp (offizielle Bezeichnung)                                        | Kurzbezeichnung            |
| ------- | - | ----------------------------------------------------------------------------- | -------------------------- |
| 5130    |   | Formationen von Juniperus communis auf Kalkheiden und -rasen                  | Wacholderheiden            |
| 6110    | * | Lückige basophile oder Kalk-Pionierrasen (Alysso-Sedion albi)                 | Kalk-Pionierrasen          |
| 6210    |   | Naturnahe Kalktrockenrasen und deren Verbuschungsstadien (Festuco-Brometalia) | Kalk-Magerrasen            |
| 6510    |   | Magere Flachland-Mähwiesen (Alopecurus pratensis, Sanguisorba officinalis)    | Magere Flachland-Mähwiesen |
| 6520    |   | Berg-Mähwiesen                                                                | Berg-Mähwiesen             |
| 9130    |   | Waldmeister-Buchenwald (Asperulo-Fagetum)                                     | Waldmeister-Buchenwald     |

### Arteninventar
Folgende Arten von gemeinschaftlichem Interesse kommen im Gebiet vor:
| Bild                                | EU Code | * | Art                                 | wissenschaftlicher Name | Artengruppe    |
| ----------------------------------- | ------- | - | ----------------------------------- | ----------------------- | -------------- |
| Dunkler Wiesenknopf-Ameisenbläuling | 1061    |   | Dunkler Wiesenknopf-Ameisenbläuling | Maculinea nausithous    | Schmetterlinge |
| Dicke Trespe                        | 1882    |   | Dicke Trespe                        | Bromus grossus          | Pflanzen       |

### Zusammenhängende Schutzgebiete
Das Naturschutzgebiet Kornbühl, Bühlberge und Woogtal überschneidet sich mit dem FFH-Gebiet.